# Кальне (Козівська селищна громада)

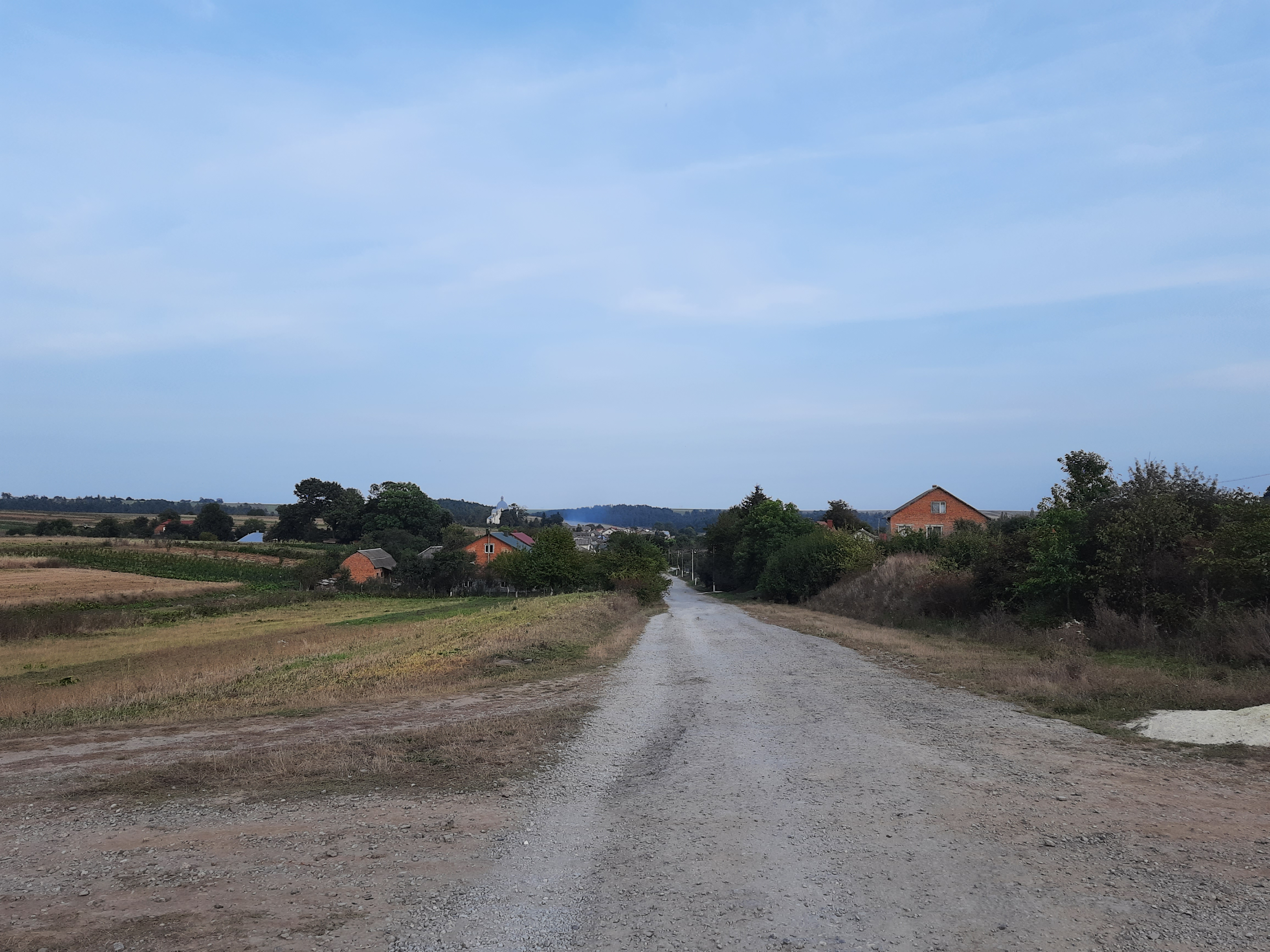
Дорога в село

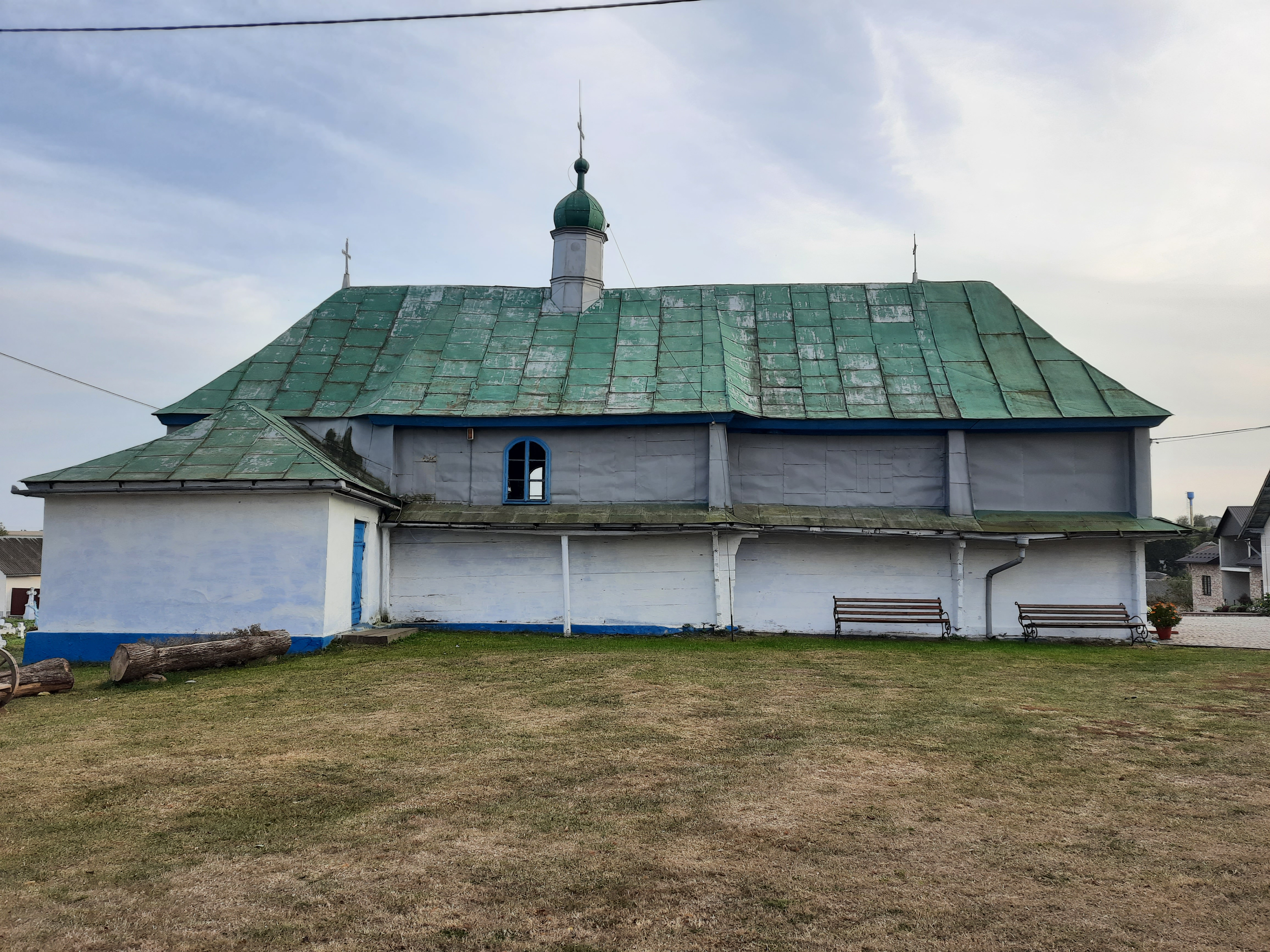
Церква Святого Миколая 1720 р.

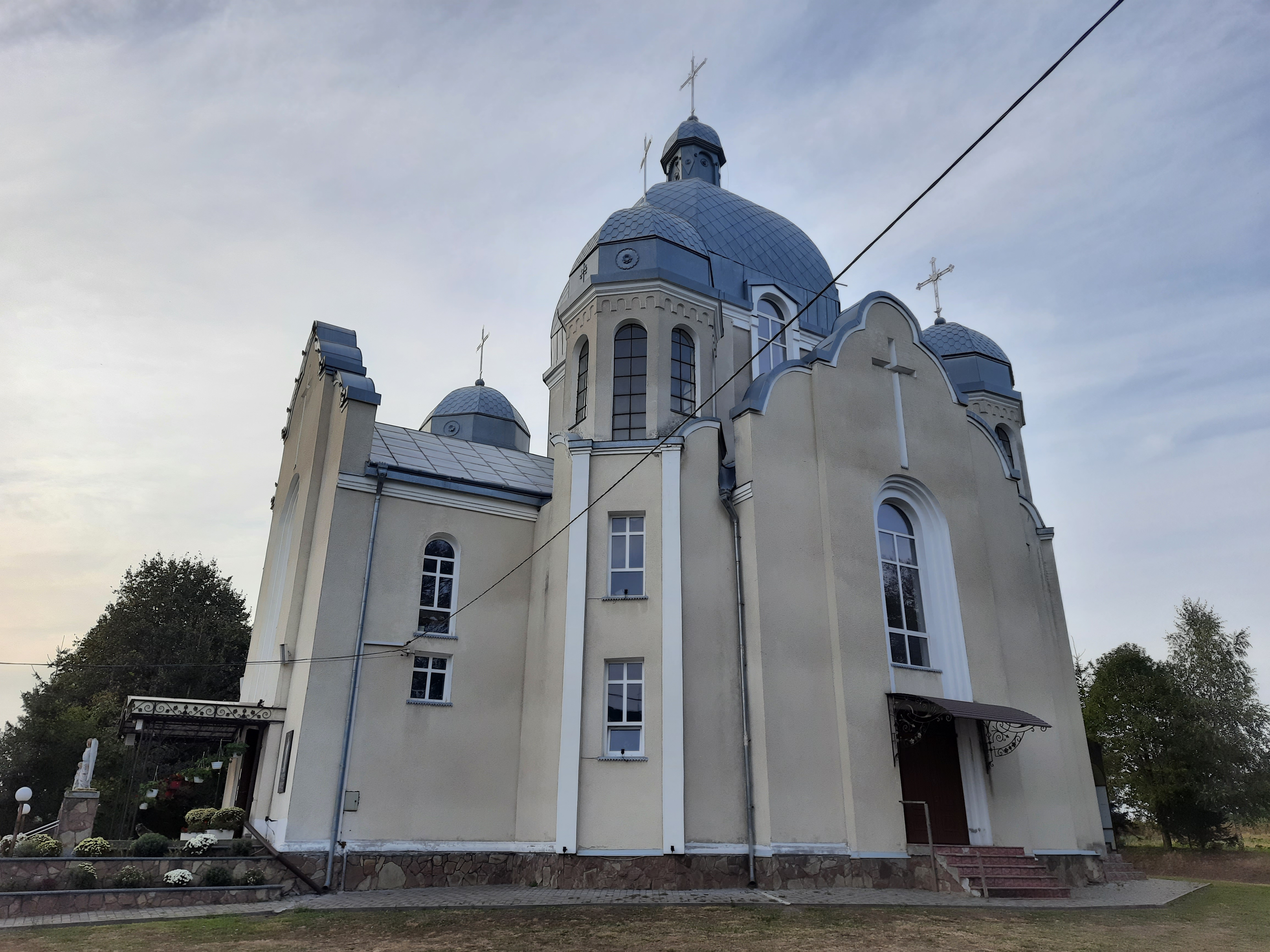
Церква Святого Миколая 2008 р.

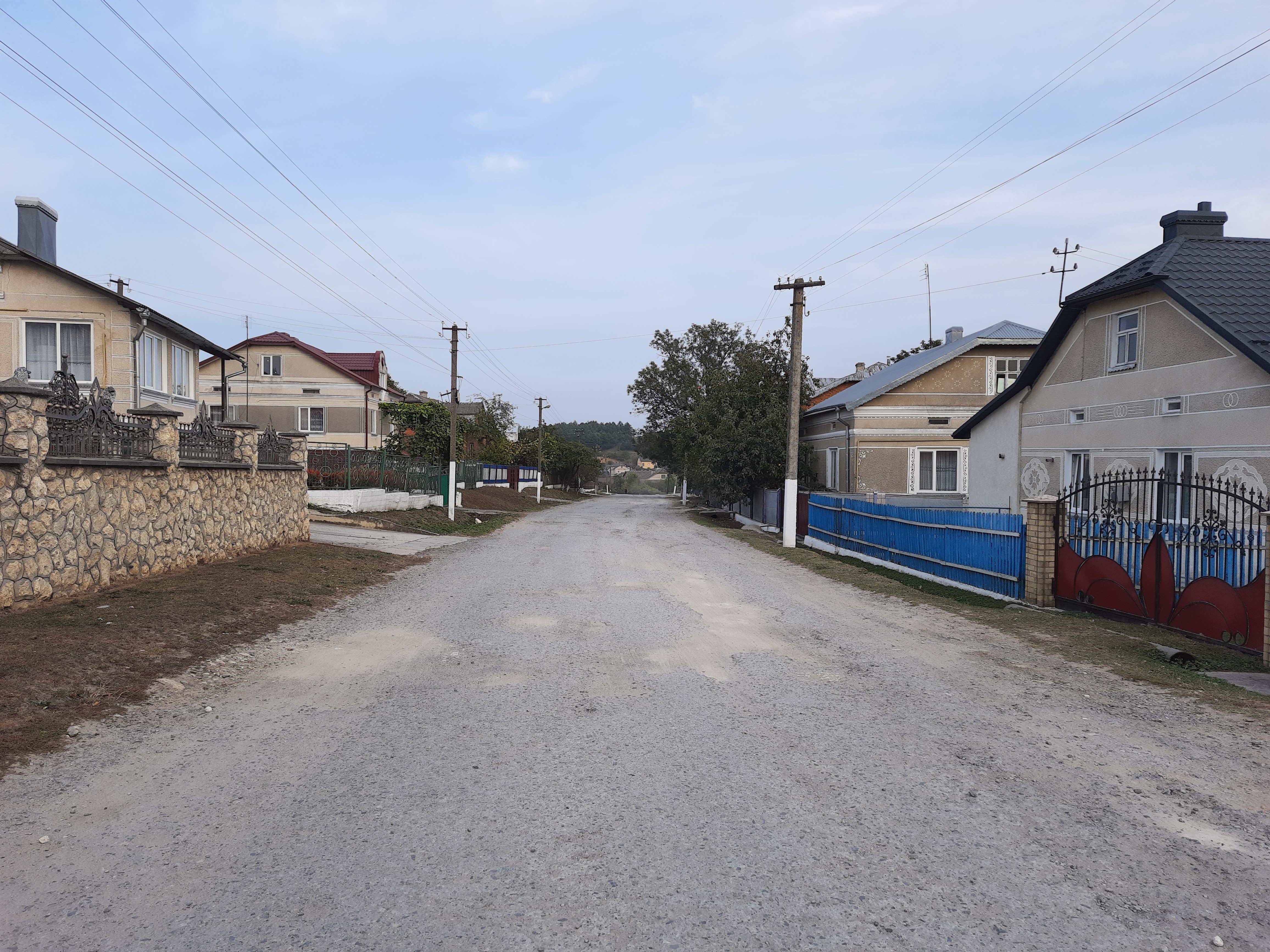
Сільська вулиця

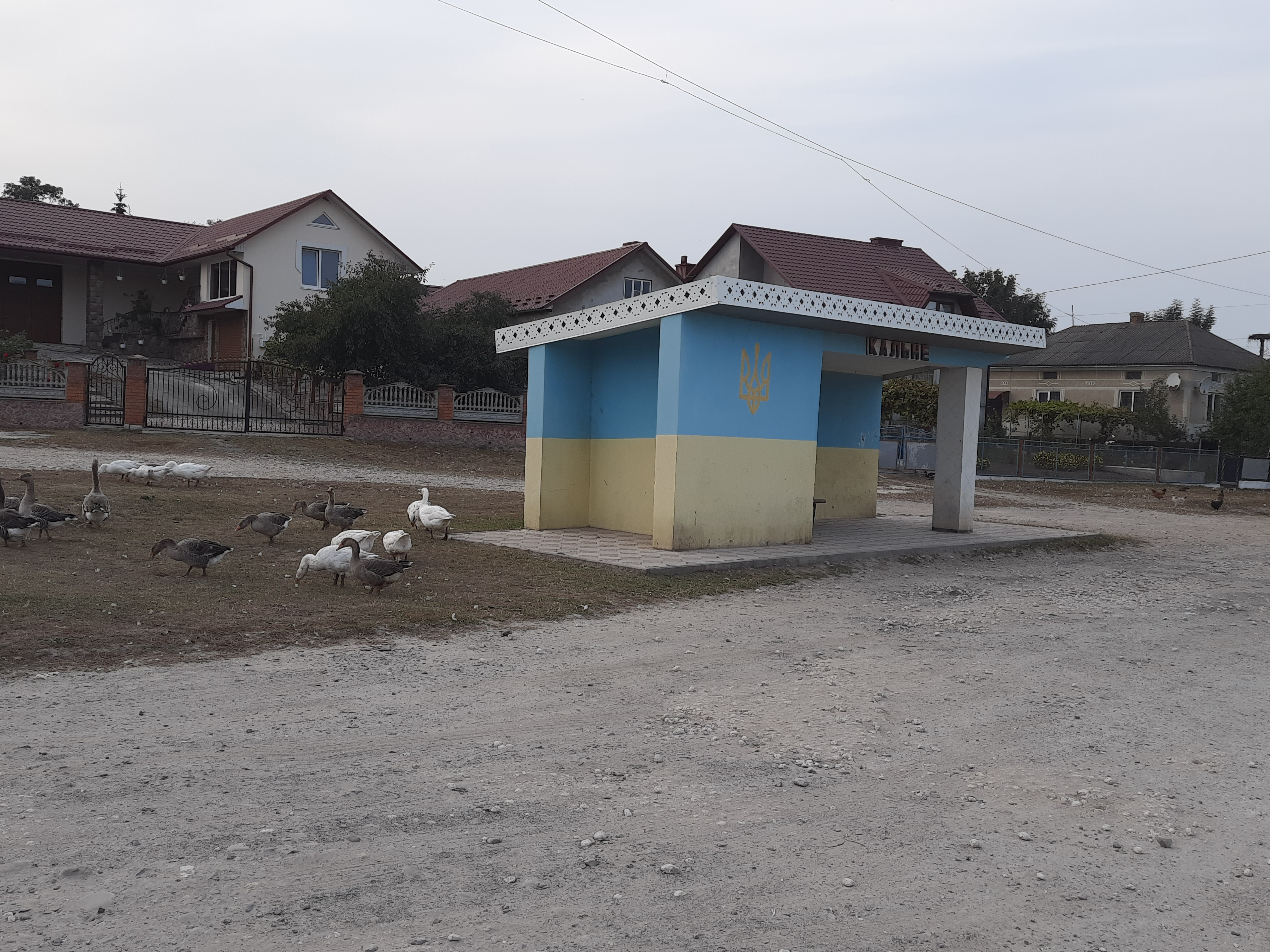
Автобусна зупинка

Кальне́ — село в Україні, у Козівській селищній громаді Тернопільського району Тернопільської області. Розташоване на річці Коропець, на півдні району. До 2020 - центр Кальненської сільради, якій були підпорядковані села Будова та Маковисько. 
Населення — 1407 осіб (2001).

## Історія
Перша писемна згадка — 1473.
1906 — відбувся селянський страйк
До 1939 діяли «Просвіта» й інші українські товариства.
У березні 1944 внаслідок боїв Радянської Армії з німецькими військами всі будівлі на 2-х вулицях були спалені.
12 червня 2020 року, відповідно до розпорядження Кабінету Міністрів України № 724-р «Про визначення адміністративних центрів та затвердження територій територіальних громад Тернопільської області» увійшло до складу Козівської селищної громади.

19 липня 2020 року, в результаті адміністративно-територіальної реформи та ліквідації Козівського району, село увійшло до складу Тернопільського району.
Коротко про духовну історію Кального
Як значиться в Центральному Державному Історичному архіві, в селі Кальне дерев'яна церква була  зареєстрована в  1854 році (за словами старожилів, вона  побудована у 1818році). Тоді громада налічувала 960 греко-католиків, 100 римо-католиків та 14 євреїв. До церкви належало 14 могрів поля. Спочатку церква була накрита гонтою, пізніше, коли касиром став Брик Андрій, церкву перекрили бляхою.
Про священиків, які служили на парафії від її заснування до 1860-х років інформації на жаль немає, є лише записані їх прізвища.
Найдовше на парафії прослужив о. Йосип Гордієнко, який віддав майже все своє життя служінню Богові  і людям, він прослужив тут 49 років (1865-1914рр.). Отець помер на парафії, де і похований (біля дерев'яної церкви). Після смерті отця Гордієнка на парафію прийшов о. кирилошанин Дмитро Мигоцький, який пробув тут всю І Світову війну, а в 1918 році його призначили парохом до знищеного війною села Шибалин (колишній Бережанський р-н.). Він був особисто знайомий з Іваном Франком, за словами Франка отець був "Каменяр на церковній ниві". З приходом більшовиків на західні землі, через постійні переслідування емігрував у США. Наступним парохом Кального був о. Павло Штокалко. Водночас він був деканом на той час Козлівського деканату, про що збереглися деякі документи та листи. Людям він запам'ятався найбільше. Отець був ревним парохом, окрім того, він навчав дітей у школі, про що розповідають старожили села. Його дружина Ольга добре зналася на народній медицині, лікувала людей, разом із сільськими жінками вишивала фелони та хоругви. Під час II Світової війни, з приходом в село більшовиків, о. Павло залишив парафію, нікому не сказавши і поїхав у Бережани, через деякий час повернувся, але люди не сильно прийняли його (обурилися тим, що він залишив села без пароха). Отець Павло Штокалко добровільно пішов з Кального на парафію в с. Козівка, де і служив до останніх своїх днів, там і похований.  Після того, як о. Штокалко пішов, парафія знову кілька місяців була без священика. Згодом почав відправляти Святу Літургію о. Роман Кузьма (з 1944 року), який доїжджав із с. Новосілка. Його приємний голос зачаровував людей. Проте богослужіння відбувалися таз в два тижні тому, що у с. Новосілка є три церкви, отець не встигав всюди... Помер отець в селі Новосілка під час Св. Літургії. Опісля парохом Кального був о. Лев Сальвицький, який доїжджав із села Вівся. Літургія в Кальному була раз в два тижні, у вільну неділю деякі люди ходили на відправу до Вівся. Паску святили теж в селі Вівся, оскільки в Кальне з'їжджалася вся партійна верхівка, пильнували, щоб люди не йшли в церкву. Але на відміну від с. Щепанів, в Кальному церква була діюча. У період 1960-1980 рр. священики на парафії служили не довше, ніж 3-4 роки. У 1963 р. о. Лісничук, 1966 - о. Лаврачук, 1969 - о. Максим Івахів, 1973 - о. Іван Цап. Отець Цап розпорядився купити до церкви дзвін, оскільки під час війни  дзвони було втрачено, за час його служіння почав дякувати Гертман Ярослав (1979 р.). 1980 - о. Іван Цв'ях, 1982 - о. Петро Гладій, 1985 - о. Богдан Скасків, який доїжджав із с. Конюхи (зараз служить в ПЦУ смт. Козова). 1987 - о. Василь Дацків  - доїжджав із м. Підгайці.   1988 - о. Михайло Смачило. Отець Михайло у 1989 р. повернув до Кального УГКЦ, яка багато років була у підпіллі. Згодом він розпорядився добудувати притвор до дерев'яної церкви, оскільки маленька церква не вміщала всіх прихожан. У 1993 р. отець Смачило заклав і освятив перший камінь для нового храму. На цю урочистість був запрошений о мітр. Дмитро Долішняк, який на той час був деканом Козівського деканату УГКЦ. У 1993 році 21 листопада прийняв парафію о. Володимир Шуль. Отець взяв на себе повністю будівництво нової п'яти-купольної церкви.  15.06.2008 р. був освячений новозбудований храм св. Миколая Мирликійських Чудотворця. Освячення храму здійснив Митрополит Тернопільсько-Зборівський кир Василій Семенюк. На цю урочистість було запрошено понад 25 священиків. 19 лютого 2017 року ранковий дзвін сповістив селу погану новину: на 59 році життя відійшов у вічність о. Володимир. На панахиду приїхали понад 80 священиків  та очолив її митрополит Василій Семенюк.  26 лютого 2017 р. прийняв парафію о. ліцензіат Михайло Бойко. Отець Михайло  дуже полюбився багатьом людям, він ще целібат. 20 лютого 2018 року отець поїхав служити в Італію. 21 лютого  2018 року парафію прийняв  молодий, перспективний, ревний парох - о. Степан Олексюк.

## Населення
Населення села в минулому:
| Рік  | Число осіб | Українців греко-католиків | Поляків та римо-католиків | Євреїв |
| ---- | ---------- | ------------------------- | ------------------------- | ------ |
| 1900 | 1201       | 920                       | 217                       | 64     |
| 1939 | ▲ 1480     | ▲ 1230                    | ▲ 240                     | ▼ 10   |

### Мова
За даними перепису населення 2001 року мовний склад населення села був таким:
| Мова       | Число ос. | Відсоток |
| ---------- | --------- | -------- |
| українська |           | 99,93    |
| польська   |           | 0,07     |

Місцева говірка належить до наддністрянського говору південно-західного наріччя української мови. До «Наддністрянського реґіонального словника» внесено такі слова та фразеологізми, вживані у Кальному: важка («мала гиря, важок»), варешка («ополоник»), варенька, варинька («попона для коней»), звести до вока («влаштувати зустріч віч-на-віч»), дерняґа («дерен»), дзвони («частинки ободу в колесі»), дзядзьо («дід»), дідуло («дід», згрубіле), дробинка («крихта хліба»), зазивокий («косоокий»), мальота («малі діти»), мамка («мати», пестливе), пелюста («деталь у передній частині воза»), проплицє, проплиці («проплине» — від проплисти), часто в розмовній мові вживається "сє" (сє вмити, сє наїсти ...)

## Пам'ятки
Є церква святого Миколая (1720; дерев'яна), нова церква Святого Миколая (2008; кам'яна), 2 каплички. Поряд з дерев'яною церквою розташована ботанічна пам'ятка природи «Кальненський ясен». 
Споруджено пам'ятник полеглим у нім.-рад. війні воїнам-односельцям (1985), насипано символічну могилу діячам ОУН і воякам УПА (1993).

## Соціальна сфера
Діють: загальноосвітня школа І-ІІІ ступенів, Будинок культури, бібліотека, ФАП. дитячий садочок пролісок, а ще танцювальний гурток
У Будинку культури постійно проводяться різні культурні заходи: вистави, концерти, дискотеки, вечори-реквієм тощо. Вже традиційно щороку у березні ставляться вистави як комедійні, так і драми: "Мати - наймичка", "Назар Стодоля", " Сватання на Гончарівці", "Як наші діти парубкували", "Пошилися в дурні", "Сорочинський ярмарок" та ін.
Щороку вшановується пам'ять героїв Небесної Сотні, героїв УПА, відзначається День прапора, День незалежності, на Різдвяні свята при СБК діє також театральне дійство "Вертеп".

## Відомі люди

### Народилися
- бандурист і композитор 3. Бережан (Штокалко).

### Відвідували
- 31 травня 1902 року із канонічною візитацією — галицький митрополит Андрей Шептицький, про що він залишив власноручний запис у книзі Святого Євангелія, яка знаходиться у сільському храмі.